# Kraras-Massaker
Mit dem Kraras-Massker bezeichnet man eine Reihe von Morden an Zivilisten durch indonesische Soldaten um den osttimoresischen Ort Kraras (Kararas, Krarás) im Verwaltungsamt Viqueque zwischen August und Oktober 1983. Die Region wird heute das Tal der Witwen genannt.

## Vorgeschichte
Nach der Invasion Osttimors durch Indonesien lebte ein Großteil der Einwohner Bibileos zwischen 1976 und 1979 im Bergland, außerhalb der Kontrolle der indonesischen Besatzer. 1978/79 ergaben sich viele Zivilisten und wurden mit jenen, die gefangen genommen wurden, zunächst im Ort Viqueque angesiedelt. 1981 siedelte man sie um auf eine Ebene zwischen der Überlandstraße von Viqueque nach Luca und dem Nordteil von Bibileo. Der neu gegründete Ort erhielt den Namen Kraras. In der Region wurden pro-indonesische, zivile Einheiten von Sicherheitskräften mit Osttimoresen als Mitglieder aufgestellt. Die Hansip wurden bewaffnet und erhielten einen Sold, während die Ratih (Rakyat
Terlatih, „ausgebildete Personen“) weder Bewaffnung noch regelmäßige Zahlungen erhielten.
Ende 1982 verdächtigten die Indonesier mehrere Ratih der Region, sie würden gemeinsame Sache mit den Widerstandskämpfern der FALINTIL machen. 80 Ratih wurden zum Verhör und Bestrafung nach Tasitolu gebracht, zwei Männer wurden als Doppelagenten getötet.
Ende März 1983 einigten sich FALINTIL und die Streitkräfte Indonesiens auf einen Waffenstillstand, wodurch es den Widerstandskämpfern gelang, sich freier in den Bergen zu bewegen. In Kraras wurden sogar Flaggenzeremonien in Anwesenheit von Zivilisten und Hansip gehalten. In dieser Zeit entschied sich das indonesische Militär, die zivilen Sicherheitskräfte umzuorganisieren. Dazu sollten einige Hansip zu Ratih reduziert werden. Allerdings weigerten sich viele von ihnen, ihre Waffen abzugeben, nachdem Einheiten des 100. Fallschirmspringerbattalions vier Einheimische erschossen hatte. Zudem kam es im Juli 1983 zu sexuellen Übergriffen indonesischer Soldaten auf einheimische Frauen.

## Der Kraras-Zwischenfall
Am 8. August 1983 griffen Einheiten der FALINTIL zusammen mit lokalen Ratih unter dem Kommando von Virgílio dos Anjos (Sihik Ular) den indonesischen Militärposten in Kraras an. 14 Soldaten des 9. Combat Engineering Battalion (Zipur 9) kamen ums Leben, nur ein oder zwei Soldaten gelang die Flucht. Danach schlossen sich die Ratih den Widerstandskämpfern in den Bergen an. Hunderte Einwohner von Kraras und den benachbarten Weilern flohen aus Angst vor Repressalien in die Wälder.
Im Laufe eines Monats folgten vier weitere Angriffe der FALINTIL. In Lacluta starben dabei drei Osttimoresen.  In Nahareca (Verwaltungsamt Ossu) kam es am 10. August zu einem Schusswechsel zwischen FALINTIL-Kämpfern und dem 745. Battalion. Dabei wurde ein Osttimorese verwundet und später von den Indonesiern hingerichtet. Am 19. August griffen Einheiten der FALINTIL den Ort Bahatata (Verwaltungsamt Uatucarbau) an, wobei ein Zivilist starb und am 6. September attackierten FALINTIL-Kämpfer indonesische Soldaten in Sukar Oan.

## Die Vergeltungsmaßnahmen der Indonesier
Die Antwort der Indonesier folgte einen Tag später. Am 7. September 1983 brannten indonesische Soldaten das fast menschenleere Dorf Kraras nieder und töteten vier bis fünf der verbliebenen Einwohner, darunter eine alte Frau. In den Wochen darauf durchstreiften Patrouillen die Umgebung und zwangen die Flüchtlinge zur Rückkehr in die Dörfer Kraras und Buikarin (Buikaren) (heute im Suco Bahalarauain) und nach Viqueque. Im Verlauf davon wurden mindestens vier Personen hingerichtet, darunter ein 15-jähriger Junge. Viele Menschen wurden gefangengehalten und gefoltert. Es kam auch zu Vergewaltigungen.
Einwohner von Kraras, die nach Bibileo geflohen waren, wurden von indonesischen Soldaten in einer Schule bei Viqueque interniert. Am Morgen des 16. Septembers brachten Soldaten und Hansip die Gefangenen, darunter Frauen und Kinder, in den Suco Caraubalo. Bei Welamo mussten sie sich in ein Loch stellen, das durch einen Erdrutsch entstanden war. Dann wurden sie hingerichtet. Ein Augenzeuge, der überlebte, weil andere auf seinen Körper fielen, berichtet, dass zwei Kleinkinder erstochen wurden, nachdem die Soldaten sie mit ihren Kugeln verfehlt hatten. Je nach Angaben starben zwischen 18 und 55 Menschen. Die CAVR registrierte 55 Namen von Opfern.
Am 17. September umstellten indonesische Soldaten das Dorf Buikarin und nahmen eine große Gruppe von Einwohnern aus Kraras fest, die hierher geflohen waren. Die Männer wurden von den Frauen abgetrennt und gezwungen, Proviant für das Militär zu tragen. Unter Bewachung von sechs bis acht Soldaten und zwei Hansip wurden die Männer zum Fluss Tuco (Wetuku) geführt. Bei Tahu Bein (Tahubein) wurden sie umzingelt und erschossen. Wieder gelang es drei Augenzeugen, sich unter den leblosen Körpern ihrer Kameraden zu verbergen und später zu entkommen. Es gibt widersprüchliche Berichte über die Anzahl der Toten. Sie schwanken zwischen 26 und 181. Die CAVR registrierte 141 Namen von Opfern.
Der CAVR liegen Berichte von 14 weiteren Personen vor, die in diesem Zeitraum in der Region von indonesischen Sicherheitskräften ermordet wurden. Die Katholische Kirche in Osttimor zählte insgesamt 287 Einwohnern von Kraras, die bei der Aktion ermordet wurden. Die Bewohner der Nachbarorte von Kraras wurden nach Clalerec Mutin zwangsumgesiedelt.
Nach den Massakern liefen gruppenweise osttimoresische Mitglieder der Hilfskräfte der indonesischen Armee mit ihren Waffen zur FALINTIL über. Einer von ihnen war Falur Rate Laek.
Aus indonesischer Sicht war der Überfall vom 8. August ein Bruch des Waffenstillstands vom 23. März, auch wenn FALINTIL-Führer Xanana Gusmão von dem Angriff erst im Nachhinein erfuhr. Die Vergeltungsmaßnahmen wurden dabei in der öffentlichen Darstellung der Ereignisse von indonesischer Seite her nicht erwähnt. Die Schuld für das Ende der Verhandlungen gab man einseitig den Osttimoresen.

## Gedenken

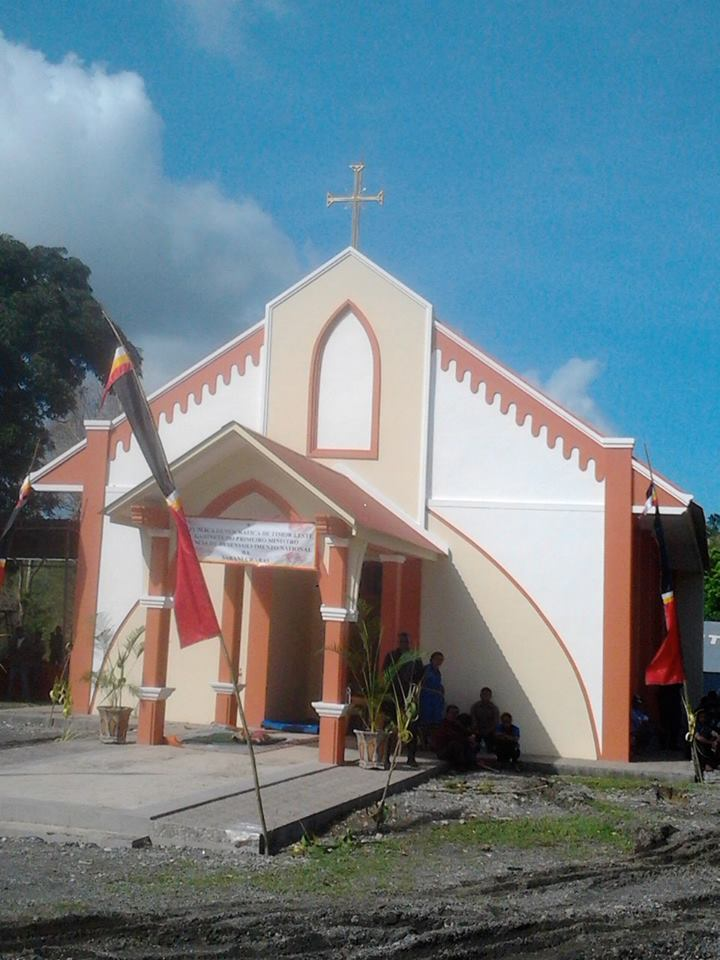
Kirche am Versammlungsplatz in Kraras

Am 18. September 2008 wurde der Grundstein für ein Denkmal zum Gedenken an das Massaker im Tal der Witwen gelegt.

## Filmografie
- Filmdokumentation Beatriz, von ACbit, 18 Min, Tetum mit englischen Untertiteln, Timor-Leste 2018